# Haplopsecas
Haplopsecas is een geslacht van spinnen uit de familie springspinnen (Salticidae).

## Soorten
De volgende soorten zijn bij het geslacht ingedeeld:
- Haplopsecas annulipes Caporiacco, 1955